# Kryteria dobroci
Kryteria dobroci – kryteria formalne, które powinien spełniać każdy test psychologiczny.
- obiektywność – dotyczy niezależności wyników testowania od tego, kto go stosuje
- standaryzacja – jednolitość warunków badania, dotyczy zarówno warunków podania testu jak i obliczania wyników i ich interpretacji
- rzetelność – (ang. reliability)  dokładność pomiaru, wielkość błędu, jaką popełnia psycholog podczas interpretacji wyników danego testu
- trafność (ang. validity) – dokładność z jaką test realizuje założone cele pomiarowe
- normalizacja – opracowanie norm testu, które pozwalają odnieść wynik surowy do próby standaryzacyjnej
- właściwa adaptacja – dotyczy testów przeznaczonych do użytku w innym języku i/lub innym obszarze kulturowym niż język/kultura oryginału, obejmuje właściwe przetłumaczenie testu i dostosowanie go do danej kultury